# Malis fotbollsförbund
Malis fotbollsförbund, officiellt Fédération Malienne de Football, är ett specialidrottsförbund som organiserar fotbollen i Mali.
Förbundet grundades 1960 och gick med i Caf 1963. De anslöt sig till Fifa år 1964. Malis fotbollsförbund har sitt huvudkontor i staden Bamako.